# Carole Baskin
Pour les articles homonymes, voir Baskin.
Carole Baskin, née Carole Stairs Jones le 6 juin 1961 dans le comté de Bexar (Texas, États-Unis), est une militante américaine pour les droits des animaux et propriétaire de Big Cat Rescue, un refuge pour animaux à but non lucratif situé près de Tampa, en Floride.

## Biographie
Carole Stairs Jones naît le 6 juin 1961 dans le comté de Bexar, au Texas, aux États-Unis. Elle s’intéresse au sauvetage des chats quand elle a neuf ans, mais décide de ne pas poursuivre une carrière en médecine vétérinaire après avoir appris que les vétérinaires euthanasient les animaux. Elle abandonne l’école secondaire et quitte la maison à 15 ans alors qu’elle fréquente un employé d’une patinoire locale,. Elle voyage ensuite en auto-stop entre la Floride et Bangor, dans le Maine, dormant sous des voitures. Plus tard, elle achète un camion Datsun et dort à l'arrière avec son chat de compagnie. 
Elle retourne ensuite en Floride et travaille dans un grand magasin où elle commence une relation avec son patron, Michael Murdock. Elle emménage avec lui à 17 ans, se marie, et le couple a une fille. Pour gagner sa vie, elle commence à élever des chats de spectacle. Elle commence également à sauver des lynx roux et à utiliser des lamas pour une entreprise de coupe de pelouse,. Elle s’implique ensuite dans le secteur immobilier avec son deuxième mari, Don Lewis. 
En 1992, Carole et Don Lewis fondent Big Cat Rescue, un refuge pour les fauves (« big cats » en anglais) près de Tampa, dont elle est encore aujourd'hui la directrice,. En mars 2020, Big Cat Rescue ferme temporairement ses portes au public en raison de la pandémie de Covid-19 en Floride,.

## Vie privée

### Querelle avec Joe Exotic etTiger King
Carole Baskin est en conflit de longue date avec le propriétaire de zoo privé Joe Exotic,. Elle critique en particulier son parc animalier Greater Wynnewood Exotic à Wynnewood (Oklahoma). Joe Exotic est l’auteur d’une théorie non étayée selon laquelle Carole Baskin serait impliquée dans la disparition de son mari Don Lewis. En 2013, un tribunal lui ordonne de verser à Carole Baskin 1 million de dollars de dommages et intérêts, ce qui conduit à sa faillite. En 2019, il est soupçonné d'avoir tenté d'engager un tueur à gage pour la tuer,. 
En novembre 2019, Universal Content Productions annonce l’adaptation d’un podcast de Joe Exotic pour la télévision, avec Kate McKinnon dans le rôle de Carole Baskin. En mars 2020, elle apparaît dans la série documentaire Au royaume des fauves. Plus tard, elle qualifie la série de « salace et sensationnelle », et critique les réalisateurs Eric Goode et Rebecca Chaiklin. Elle déclare qu’elle leur a « demandé de perdre [s]on numéro ». Elle affirme que les cinéastes ont menti sur la nature de la série lorsqu'ils l’ont approchée et qu’ils lui ont dit qu’ils allaient faire « la version fauves de Blackfish »,. Après la sortie de Tiger King, plusieurs mèmes qui ciblent la responsabilité supposée de Carole Baskin dans la disparition de son mari circulent sur Internet.

### Mariages
Carole Stairs emménage avec Michael Murdock, le patron du grand magasin où elle travaille, à l'âge de 17 ans. Ils se marient le 7 avril 1979. Elle affirmera plus tard n’avoir jamais aimé Michael Murdock, et ne l’avoir épousé que parce que ses parents étaient déçus qu’elle ait vécu avec lui sans qu'ils ne soient mariés. Elle tombe enceinte peu de temps après, et sa fille naît le 16 juillet 1980. Au fil du temps, Michael Murdock devient possessif et violent. Lors d'une tentative d'agression alors qu'elle a 19 ans, elle s’enfuit de leur maison pieds nus. Elle rencontre Don Lewis sur l’avenue Nebraska à Tampa ce soir-là. Bien qu’ils soient tous deux mariés, ils commencent une relation amoureuse. Carole Murdock devient l’une des nombreuses petites amies de Don Lewis, et accroît considérablement la richesse de celui-ci en l’aidant à acheter et vendre des biens immobiliers en 1984. Les deux amants divorcent de leurs conjoints respectifs et se marient en 1991. 
D’après Carole, Don Lewis se rendait chaque mois au Costa Rica pour traiter son addiction sexuelle, en sélectionnant les dates des voyages pour coïncider avec les règles de son épouse. En juillet 1997, Don Lewis dépose une demande d’ordonnance restrictive à son encontre et affirme qu’elle a menacé de le tuer. L’ordonnance est rejetée. Carole et Don Lewis continuent de vivre ensemble par la suite. D'après Carole, Don lui aurait dit à plusieurs reprises vouloir divorcer, sans qu'elle le prenne au sérieux. Don Lewis disparaît en août 1997. Il est déclaré légalement mort en 2002,. Un différend éclate entre les enfants du couple au sujet de l'héritage, principalement laissé à Carole. L'affaire est toujours ouverte en 2020. 
Elle rencontre Howard Baskin en novembre 2002 lors d’une soirée de lancement pour la nouvelle organisation No More Homeless Pets (« Plus jamais d’animaux de compagnie sans domicile »). Il rejoint Big Cat Rescue peu de temps après en tant que président du conseil. Ils se fiancent en novembre 2003 et se marient en novembre 2004.